# 에드레드
에드레드(Eadred, c. 923 – 955년 11월 23일)는 946년 5월 26일부터 사망할 때까지 영국의 왕이었다. 그는 장로 에드워드와 그의 세 번째 부인인 에드기푸의 막내 아들이자 알프레드 대왕의 손자였다. 그의 형인 에드먼드 1세는 폭력적인 도둑의 공격으로부터 그의 청지기를 보호하려고 살해당했다. 에드먼드의 두 아들인 에드위그와 에드거는 당시 어린아이였으므로 에드레드가 왕이 되었다. 그는 말년에 건강이 좋지 않았고 결혼도 하지 않은 채 서른이 조금 넘은 나이에 세상을 떠났다. 그는 그의 조카 에드위그와 에드거에 의해 연속적으로 계승되었다.
에드레드의 큰 이복형 애설스탠은 924년에 험버강 남쪽의 잉글랜드 왕권을 물려받았고, 927년에는 남쪽 노섬브리아 바이킹 왕국인 요르비크를 정복했다. 에드먼드와 에드레드는 둘 다 전체 왕국의 왕권을 물려받았지만 얼마 지나지 않아 요르비크가 바이킹 왕을 받아들였을 때 왕권을 잃었다. 그들의 통치가 끝날 때까지 그것을 회복했다. 954년 요크의 거물들은 그들의 마지막 왕인 에릭 블러드액스를 추방했고, 에드레드는 북부 노섬브리아 영토인 밤버그의 앵글로색슨족 통치자인 오설프를 전체 노섬브리아 최초의 영주인으로 임명했다.